# Bakuła (województwo mazowieckie)
Bakuła – wieś sołecka w Polsce położona w województwie mazowieckim, w powiecie ostrołęckim, w gminie Baranowo. Leży na terenie Puszczy Zielonej. Znajduje się w niej pomnik przyrody - dąb.
Pierwsza wzmianka o wsi pochodzi z 1660 r. Podają ją lustratorzy, którzy zajmowali się zbieraniem informacji o osadnikach, zbieraniem danin i podatków.
W latach 1975–1998 miejscowość administracyjnie należała do województwa ostrołęckiego.
Wierni kościoła rzymskokatolickiego należą do parafii Świętego Bartłomieja Apostoła w Baranowie.